# Campamento (Olancho)
Campamento é uma cidade hondurenha do departamento de Olancho.